# Геология Венгрии
Геология Венгрии — геологическое строение территории Венгрии.

## Геологическое строение

Геологическая карта Венгрии и соседних стран, 1922 г.

Геологическое строение Венгрии неоднородно. Страна расположена большей частью между Альпийскими, Карпатскими и Динарскими хребтами в пределах Паннонской межгорной впадины Альпийско-Гималайского подвижного пояса. Эта впадина имеет утонённую кору до 25 км и литосферу менее 25 км. Фундамент занимаемой Венгрией территории сложен палеозойскими и мезозойскими, а также докембрийскими (на юге) породами. Территорию страны пересекает Средневенгерский глубинный разлом, в его зоне расположен ряд месторождений цветных металлов.
В районе озера Балатон обнаружены древнейшие отложения, содержащие органические останки — граптолитовые силурийские сланцы. В горах Cендрё и в Малой Венгерской впадине найдены девонские отложения (доломит, известняк и глинистые сланцы). Каменноугольные отложения сохранились под осадочным чехлом. К каменноугольному периоду относятся также гранитоиды в горах Мечек и Веленце. В горах Мечек представлены также пермские отложения.

## Полезные ископаемые
Из полезных ископаемых важное значение имеют бокситы, месторождения которых находятся в Средневенгерских горах. Месторождения нефти и природного газа находятся на юге, юго-востоке и на западе страны, а также северо-восточнее Будапешта. Месторождения бурого угля сосредоточены в северо-западных предгорьях массивов Баконь и Вертеш, в южных предгорьях хребта Герече и в отрогах Западных Карпат.
Месторождение лигнитового угля обнаружено вдоль западной границы Венгрии. Железорудные месторождения находятся на северо-востоке Венгрии, марганцевые — в горах Баконь, свинцовые — в массиве Матра, медные — в отрогах Западных Карпат. Из нерудных полезных ископаемых в Венгрии есть огнеупорные глины, бентонит, каолин, базальты, андезиты, вулканическое стекло, перлит, песок, гравий, доломит, известняки. Геотермальные ресурсы страны сосредоточены в центре и на юге.